# Maurice Bénichou
Maurice Bénichou (Tlemcen, 1943. január 23. – 2019. június 14.) francia színész.

## Fontosabb filmjei
- Sokat akar a szarka... (Un éléphant ça trompe énormément) (1976)
- A kérdés (La question) (1977)
- Az állat (L'animal) (1977)
- I, mint Ikarusz (I... comme Icare) (1979)
- A kémkedés ára (Les patriotes) (1994)
- Félix kalandjai (Drôle de Félix) (2000)
- Ismeretlen kód (Code inconnu: Récit incomplet de divers voyages) (2000)
- Amélie csodálatos élete (Le fabuleux destin d'Amélie Poulain) (2001)
- Csak egy csokor virág! (C'est le bouquet!)
- Farkasok ideje (Le temps du loup) (2003)
- Rejtély (Caché) (2005)
- Az átutazó (Le passager) (2005)
- Manipuláció (Le candidat) (2007)
- Párizs háztetői (Sous les toits de Paris) (2007)
- Párizs (Paris) (2008)
- Egy pasi, egy nő, sok lé meg egy BMW (Passe-passe) (2008)
- Inju – A fenevad árnyékában (Inju, la bête dans l'ombre) (2008)
- A rabbi macskája (Le chat du rabbin) (2011, hang)
- Arra az esetre, ha nem nyerném meg az Arany Pálmát (Au cas où je n'aurais pas la palme d'or) (2011)